# Rayo Vallecano
Rayo Vallecano de Madrid – hiszpański klub piłkarski z siedzibą w Madrycie, założony w 1924 roku. Obecnie występuje w Primera División, swoje mecze rozgrywa na Campo de Fútbol de Vallecas.

## Historia
Rayo Vallecano założony został w 1924 roku, w latach 80. i 90. znany był jako zespół jo-jo, z powodu swoich częstych spadków do Segunda División i powrotów do Primera División, w sezonie 1998/1999 awansował ponownie do La Liga i spędził w niej kilka sezonów, w tym najbardziej udany sezon 2000/2001, kiedy to zespół dotarł do ćwierćfinału Pucharu UEFA, ulegając późniejszym finalistom tych rozgrywek Deportivo Alavés. Później klub dopadł kryzys, w sezonie 2002/2003 spadł do Segunda División, zaś rok później do Segunda División B. Od 2008 roku klub ponownie jednak grał w Segunda División. W roku 2011 klub wywalczył awans do najwyższej klasy rozgrywkowej Primera División, w której utrzymał się do końca sezonu 2015/16, spadając do drugiej klasy rozgrywkowej.
Spotkanie Rayo Vallecano – Albacete, które miało miejsce 10 czerwca 2020 roku, było pierwszym w Hiszpanii oficjalnym meczem piłkarskim po przerwie spowodowanej pandemią COVID-19. Rozegrano wtedy drugą połowę meczu rozpoczętego 15 grudnia 2019 roku, który został przerwany po pierwszej połowie z powodu obraźliwych wyzwisk skierowanych w zawodnika Rayo, Romana Zozulę.
Znany hiszpański zespół muzyki ska Ska-P napisał o tym klubie dwie piosenki (Como un rayo i Rayo Vallecano).

## Osiągnięcia
- 12 sezonów w Primera División
- 1/4 finału Pucharu UEFA: 2001
- 32 sezonów w Segunda División
- 5 sezonów w Segunda División B
- 11 sezonów w Tercera División

## Zawodnicy

### Obecny skład
Stan na 7 sierpnia 2025
| Nr | Poz. | Piłkarz                               |
| -- | ---- | ------------------------------------- |
| 1  | BR   | Dani Cárdenas                         |
| 2  | OB   | Andrei Rațiu                          |
| 3  | OB   | Pep Chavarría                         |
| 4  | PO   | Pedro Díaz                            |
| 5  | OB   | Luiz Felipe                           |
| 6  | PO   | Pathé Ciss                            |
| 7  | PO   | Isi Palazón                           |
| 8  | PO   | Óscar Trejo (kapitan)                 |
| 10 | NA   | Sergio Camello                        |
| 11 | NA   | Randy Nteka                           |
| 13 | BR   | Augusto Batalla                       |
| 15 | PO   | Gerard Gumbau (wypożyczony z Granady) |

| Nr | Poz. | Piłkarz          |
| -- | ---- | ---------------- |
| 16 | OB   | Abdul Mumin      |
| 17 | PO   | Unai López       |
| 18 | PO   | Álvaro García    |
| 19 | NA   | Jorge de Frutos  |
| 20 | OB   | Iván Balliu      |
| 21 | NA   | Etienne Eto'o    |
| 22 | OB   | Alfonso Espino   |
| 23 | PO   | Óscar Valentín   |
| 24 | OB   | Florian Lejeune  |
| 27 | OB   | Pelayo Fernández |
| 29 | PO   | Diego Méndez     |

### Wypożyczeni
| Nr | Poz. | Piłkarz                                        |
| -- | ---- | ---------------------------------------------- |
|    | BR   | Miguel Morro (w Leixões do 30 czerwca 2026)    |
|    | NA   | Raúl de Tomás (w Al-Wakrah do 30 czerwca 2026) |

## Europejskie puchary
Legenda do wszystkich tabel:
- Q – runda eliminacyjna, 1/16, 1/8, 1/4, 1/2 – odpowiednia faza rozgrywek, Grupa – runda grupowa, 1r gr – pierwsza runda grupowa, 2r gr – druga runda grupowa, F – finał, R – runda, PO – play-off
- k. – rzuty karne, los. – losowanie, Dogr. – dogrywka, w. – zasada bramek strzelonych na wyjeździe

| Sezon   | Rozgrywki        | Runda | Przeciwnik              | Dom | Wyjazd | Ogólnie |
| ------- | ---------------- | ----- | ----------------------- | --- | ------ | ------- |
| 2000/01 | Puchar UEFA      | Q     | Constel·lació Esportiva | 6–0 | 10–0   | 16–0    |
| 2000/01 | Puchar UEFA      | 1R    | Molde                   | 1–1 | 1–0    | 2–1     |
| 2000/01 | Puchar UEFA      | 2R    | Viborg                  | 1–0 | 1–2    | 2–2, w. |
| 2000/01 | Puchar UEFA      | 3R    | Lokomotiw Moskwa        | 2–0 | 0–0    | 2–0     |
| 2000/01 | Puchar UEFA      | 1/8   | Girondins Bordeaux      | 4–1 | 2–1    | 6–2     |
| 2000/01 | Puchar UEFA      | 1/4   | Deportivo Alavés        | 2–1 | 0–3    | 2–4     |
| 2025/26 | Liga Konferencji | PO    | Nioman Grodno           | –   | –      | –       |

## Rekordy klubowe
- Najwięcej meczów – Jesús Diego Cota: 411
- Najwięcej goli – Miguel Ángel Sánchez Muñoz: 57

## Stadion
Campo de Fútbol de Vallecas znajduje się w Madrycie i został otwarty 10 maja 1976 roku. Jego pojemność wynosi 14 708 osób. Obiekt wcześniej nosił nazwę Estadio Teresa Rivero, od nazwiska byłej prezes klubu.